# Larisa Kruglova

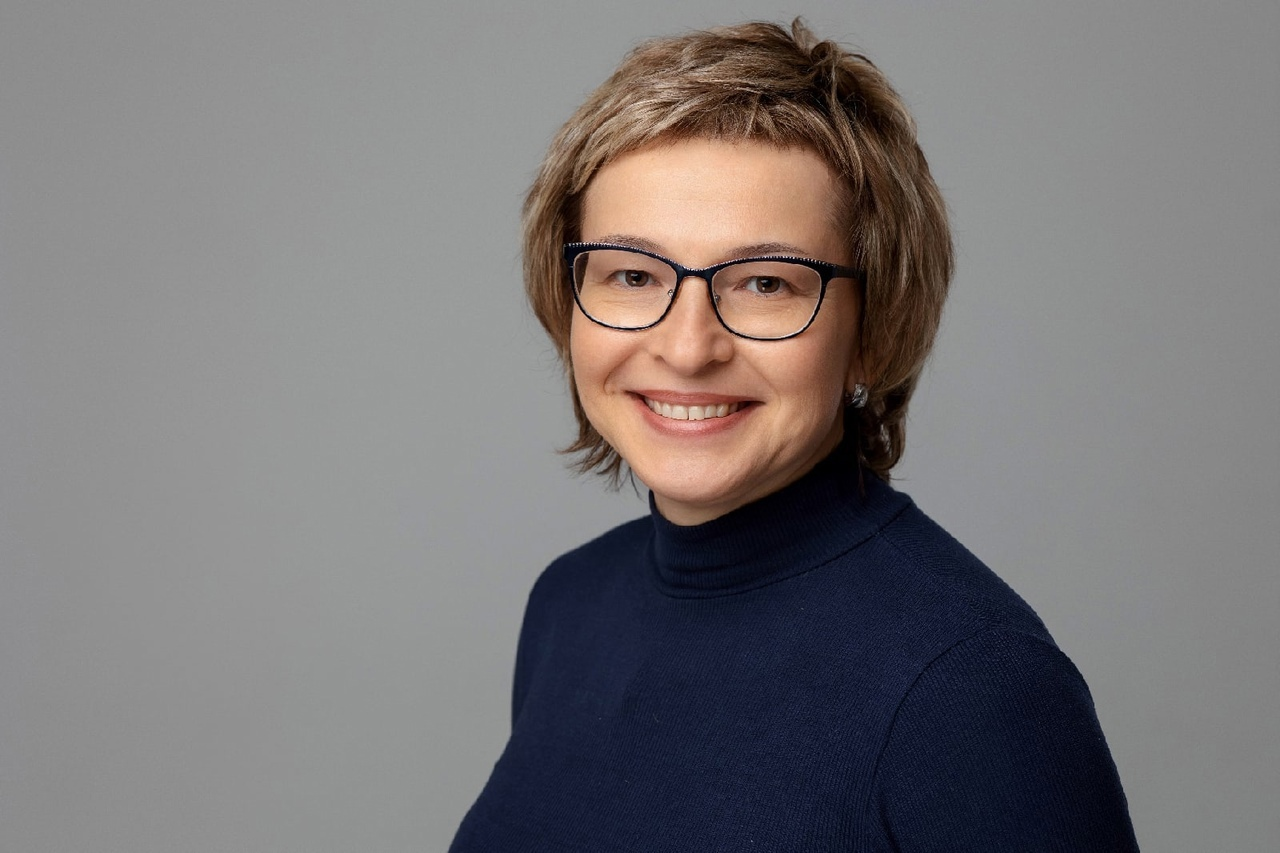
Larisa Kruglova

Larisa Nikolajevna Kruglova (ryska: Лариса Николаевна Круглова), född den 27 oktober 1972 i Murmansk Ryska SSR, Sovjetunionen, är en rysk före detta friidrottare som tävlade i kortdistanslöpning. 
Kruglovas främsta merit har kommit som en del av ryska stafettlag på 4 x 100 meter. Hon blev silvermedaljör vid Olympiska sommarspelen 2004 och bronsmedaljör både vid EM 2002 och VM 2003.
Individuellt är hennes främsta meriter att hon var i kvartsfinal på 100 meter både vid OS 2004 och vid VM 2005. Hon har även varit i final på 60 meter inomhus både vid EM 2002 (sexa) och VM 2006 (sjua).

## Personliga rekord
- 60 meter – 7,12 sekunder
- 100 meter – 11,2 sekunder
- 200 meter – 22,84 sekunder